# 히가시오부케역
히가시오부케역(일본어: 東大更駅)은 일본 이와테현 하치만타이시에 위치한 동일본 여객철도 하나와 선의 철도역이다. 단선 승강장 1면 1선의 구조를 갖춘 지상역이다.

## 역 주변
- 이와테 현도 301호 시부타메덴도 선

## 역사
- 1960년 12월 1일 : 국철의 역으로서 이와테 군 니시네 정에 개업.
- 1987년 4월 1일 : 일본국유철도 분할 민영화에 의해, 동일본 여객철도가 승계.

## 인접 역
| 동일본 여객철도 하나와 선 | 동일본 여객철도 하나와 선 | 동일본 여객철도 하나와 선 |
| ------------------------- | ------------------------- | ------------------------- |
| 고마 고마 방면            | ■ 하나와 선               | 오부케 오다테 방면        |